# 戴均元
戴均元（1746年—1840年），字修原，號可亭，江西南安府大庾縣籍，江南徽州府休寧縣隆阜人，清朝政治人物。

## 生平
太僕寺少卿戴第元之弟，湖北學政戴心亨、體仁閣大學士戴衢亨之叔。乾隆三十三年（1768年）戊子科江西鄉試舉人，乾隆四十年（1775年）乙未科二甲第二十五名進士。選翰林院庶吉士，散館授編修，歷任四川學政、鴻臚寺、光祿寺、大理寺、山東學政、刑部、戶部、吏部侍郎、都御史、禮部尚書、吏部尚書、管理三庫大臣、協辦大學士、上書房總師傅、文淵閣大學士、實錄館總裁、太子太師。嘉慶二十三年（1818年）在軍機大臣上行走。嘉慶二十五年（1820年）嘉慶帝崩，戴均元與托津、盧蔭溥撰寫遺詔，因有「高宗降生於避暑山莊」之語，大學士曹振鏞指軍機擬遺詔犯了「重大錯誤」，道光帝嚴懲戴均元降四級留任，逐出軍機。道光元年（1821年）與莊親王綿課、協辦大學士英和監修寶華峪萬年吉地。道光七年（1827年）陵寢完工，孝穆成皇后入葬。翌年，地宮滲水一尺七寸，帝震怒，嚴譴在事諸臣，褫戴均元職，逮京治罪，擬重闢，念其耄老，免罪釋歸。道光二十年（1840年）卒於故居，享耆壽九十五歲。與兄長戴第元，侄戴心亨、戴衢亨等並稱“西江四戴”。

## 家庭
子戴詩亨，戶部郎中，侍養在籍，年近八十，依依膝下如嬰兒，人呼為小萊子。

## 延伸阅读
[在维基数据编辑]
 《清史稿/卷341》，出自趙爾巽《清史稿》